# Saint-Alban-des-Villards
Saint-Alban-des-Villards è un comune francese di 89 abitanti situato nel dipartimento della Savoia della regione dell'Alvernia-Rodano-Alpi.

## Società

### Evoluzione demografica
Abitanti censiti